# Taragoña

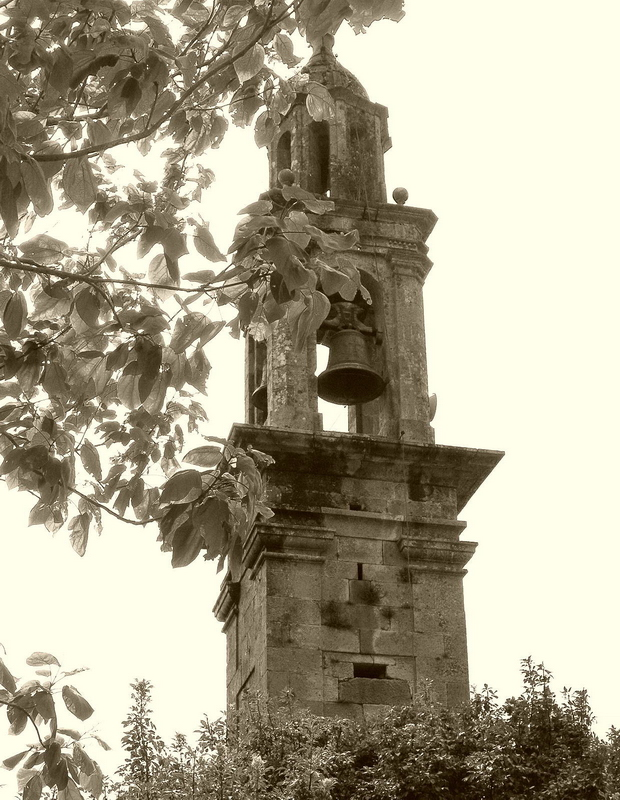
Església de Taragoña

Divino Salvador de Taragoña és una parròquia del municipi gallec de Rianxo, a la província de la Corunya.
Limita al nord amb el municipi de Boiro i la parròquia d'Araño, a l'oest amb Boiro, a l'est amb les parròquies d'Asados i Rianxo i al sud amb la ria d'Arousa.
L'any 2015 tenia una població de 2.196 habitants agrupats en 30 entitats de població: A Burata, O Burato, O Campo da Feira, Campos de Pazos, Cartomil, O Castriño, Chorente, Corques, A Coviña, O Cruceiro, A Cruz, Cuvide, Dorna, Fachán, Fonte Susán, A Igrexa, Iñobre, A Laxe, O Monte de Dorna, O Moroso, Ourille, Ourolo, Outeiro, Paradela, Pastoriza, As Pedriñas, A Senra i Té.